# Frittata
Frittata é uma especialidade da culinária italiana como omeletes e que normalmente é preenchida com diferentes ingredientes, como carne, legumes, queijos, cogumelos, etc. Em vez de serem produzidos em forma de folha como o resto das tortilhas à frittata é aberta e adiciona temperos e acompanhamentos no topo (como uma pizza). Pode ser preparada semelhante à tortilha espanhola.

## História
A palavra frittata deriva do italiano fritta, o particípio passado feminino de "fritar" (friggere), e era originalmente um termo geral para cozinhar ovos em uma frigideira, em qualquer parte do espectro de ovo frito, através da omelete convencional, para uma versão italiana dos espanhóis tortilla de patatas, feita com batata frita. Fora da Itália, frittata era vista como equivalente a "omelete" até pelo menos meados dos anos 1950.

## Variações

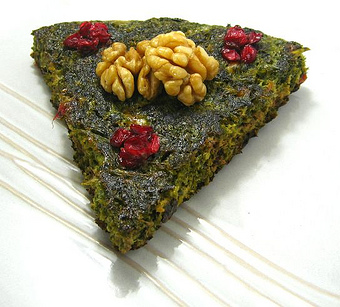
Kuku-ye sabzi, com ervas e coberto com berberis e nozes.

Frittata é semelhante aos pratos do Oriente Médio Eggah e Kuku. Em comparação com a frittata, receitas de Kuku (ou kookoo) usam uma proporção menor de ovos para ligar grandes quantidades de outros ingredientes, têm especiarias em vez de queijo e normalmente são assados no forno por 45-50 minutos sem ser entregue.